# 贾希尔·海德
贾希尔·海德（英語：Jaheel Hyde，1997年2月2日—）是一名牙买加男子田径运动员，主攻短跑和跨栏。贾希尔的父亲Lenworth曾从事足球运动，父母也鼓励贾希尔和他的兄弟从事体育运动，贾希尔也在八岁时开始接触足球，之后加入牙买加青少年足球队，并在2012年一场对阵百慕大的比赛中完成帽子戏法。贾希尔在大约十三四岁时也开始练习跨栏，当时他在练习足球时看到跨栏比赛用的栏架，便认为自己也可以从事跨栏运动。起初他是同时兼顾两项运动，后来他放弃足球，专攻跨栏。